# (13521) 1991 BK
(13521) 1991 BK est un astéroïde de la ceinture principale d'astéroïdes découvert en 1991.

## Description
(13521) 1991 BK a été découvert le 19 janvier 1991 à Okutama au Japon par Tsutomu Hioki et Shūji Hayakawa.

### Caractéristiques orbitales
L'orbite de cet astéroïde est caractérisée par un demi-grand axe de 2,63 UA, un périhélie de 1,90 UA, une excentricité de 0,28 et une inclinaison de 5,73° par rapport à l'écliptique. Du fait de ces caractéristiques, à savoir un demi-grand axe compris entre 2 et 3,2 UA et un périhélie supérieur à 1,666 UA, il est classé, selon la JPL Small-Body Database, comme objet de la ceinture principale d'astéroïdes.

### Caractéristiques physiques
(13521) 1991 BK a une magnitude absolue (H) de 13,6 et un albédo estimé à 0,194.